# C.A. Spin & Zoon

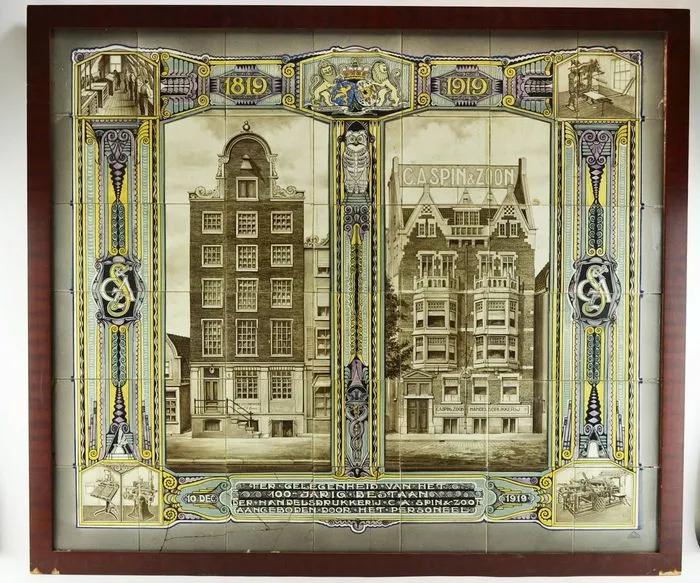
Tegeltableau C.A.Spin & Zn. 100 jaar 1819-1919

Boek- en Handelsdrukkerij C.A. Spin & Zoon was een drukkerij in Amsterdam.

## Geschiedenis
Deze drukkerij werd in 1819 opgericht door Christiaan Andersen Spin, die afkomstig was uit Friedrichstadt. Hij begon in dat jaar bij boekdrukkerij Breman in de Hoogstraat maar einde dat jaar stichtte hij een eigen drukkerij aan de Tweede Weteringdwarsstraat, die in 1820 verplaatst werd naar de Pijpenmarkt. Er waren toen in Nederland ongeveer 150 boekdrukkerijen en alleen al in Amsterdam waren er 29. Men kon bij Spin terecht voor muziek- en tableauwerk, circulaires, wissels, assignatiën, tekeningen van zwart krijt en overdrukken van eigenhandig schrift.
Het betrof een voor die tijd moderne drukkerij, met ijzeren degelpersen. De drukkerij ging ook de steendruktechniek toepassen maar zonder veel succes. In 1826 stopte de firma hiermee en legde zich onder meer toe op het drukken van boeken. In 1865 waren er in Nederland 48 boekdrukkerijen met in totaal 672 medewerkers. De boekdrukkerij van Spin was toen, met 80 medewerkers, veruit de grootste. Deze bezat toen twee dubbele cilinderpersen, één enkele cilinderpers en tien handpersen.
Van 1831-1889 werd door Spin het Algemeen Handelsblad gedrukt.
In 1899 verhuisde de drukkerij naar de Nieuwezijds Voorburgwal 272-273. Men drukte leerboeken voor Indonesische scholieren en -tot 1960- ook het Financieele Dagblad. Van 1961-1976 werd het dagblad Trouw bij Spin gedrukt. Dit dagblad moest echter, vanwege zijn ongezonde financiële situatie, in 1975 toetreden tot de Perscombinatie.
In 1970 werd de Amsterdamse drukkerij Van Mantgem overgenomen. Deze drukte onder meer waardepapieren. In 1982 verhuisde Spin/Van Mantgem, met daarbij ook steendrukkerij Van Roessel & Co., naar een pand aan de Donauweg 6 te Sloterdijk. Het aantal personeelsleden bedroeg toen 65 bij Spin/Van Mantgem en 55 bij Van Roessel.

### JEA
In 1988 werd de drukkerij overgenomen door Drukkerij Enschedé en ging deze verder als Johan Enschedé Amsterdam (JEA). In 2013 werd JEA verzelfstandigd met de familie Enschedé als aandeelhouder.
In 2020 werden de bedrijfsactiviteiten gesplitst en verkocht aan diverse partners. De algemene drukwerken werden overgenomen door de LOKO-groep te Alkmaar, het drukken van waardepapieren door Johan Enschedé, de activiteiten voor Printing on Demand door Scanlaser te Zaandam. De uitgeverij van JEA werd verzelfstandigd.